# Мураториев канон
Мурато́риев кано́н — сохранившийся в рукописном кодексе VII—VIII вв. латинский перевод самого древнего перечня книг Нового Завета. Судя по тому, что о понтификате папы Пия I (142—154 / 155 гг.) автор говорит как о событии недавнем, перечень едва ли мог быть составлен позднее 170 года.
Автор перечня (возможно, Ипполит Римский) принимает за канонические четыре Евангелия, Деяния апостолов и 13 Посланий Павла (кроме Послания к Евреям), ещё три Послания апостолов, не названных по имени, а также Апокалипсисы Иоанна и Петра (хотя последний, по словам автора, "некоторые не позволяют читать в церкви"). «Пастырь Ермы» отвергается им как апокриф.

…Третья книга Евангелия — та, что от Луки. Лука, известный врач… написал его от своего имени […] Четвертое Евангелие принадлежит Иоанну, [одному] из учеников. […] Итак, несмотря на то, что о разных конкретных вещах можно прочитать в Евангелиях, это не влияет на веру христиан, поскольку одним Духом всё было возвещено во всех [Евангелиях]: относительно рождения, страстей, воскресения, жизни с учениками, Его двойного пришествия; первое — в уничижении, когда Он претерпел страдания, второе — славное, в царском достоинстве, которое состоится в будущем. Замечательно то, что, если Иоанн так тщательно упоминает всё это ещё и в своих посланиях, говоря о себе: «Что мы видели своими очами и слышали своими ушами и наши руки осязали,— всё это мы написали вам?» То так он называет [себя] не только всё видевшим и слышавшим, но ещё и писателем обо всех чудесных деяниях Господа по порядку. Кроме того, деяния всех апостолов записаны в одной книге. Для «достопочтенного Феофила» Лука собрал отдельные события… Что касается посланий Павла, они сами объясняют всем, кто хочет понять, откуда они, кому принадлежат или по какому поводу направлены. Во-первых, к Коринфянам, запрещающее их еретический раскол; следующее, к Галатам, против обрезания; затем к Римлянам, где он подробно объяснил порядок (или схему) Писания, а также то, что основа (или главная тема) их Христос. Нам необходимо одно за другим их обсудить, поскольку благословенный апостол Павел сам, следуя примеру своего предшественника Иоанна, по именам обращается только к семи церквам в следующей последовательности: к Коринфянам первое, к Ефесянам второе, к Филиппийцам третье, к Колоссянам четвёртое, к Галатам пятое, к Фессалоникийцам шестое, к Римлянам седьмое. Правда то, что ещё раз писал к Коринфянам и Фессалоникийцам для увещания, но всё же ясно видно, что есть одна Церковь, рассеянная по всей земле. Ибо Иоанн ещё и в Апокалипсисе, хотя и пишет к семи церквам, тем не менее обращается ко всем. [Павел также написал] из расположения и любви одно к Филимону, одно к Титу и два к Тимофею; и все они признаны священными по оценке вселенской Церкви… […] Кроме этого ещё и Послание Иуды и два вышеупомянутого (или, носящие имя) Иоанна… Мы принимаем только апокалипсис Иоанна и Петра, хотя некоторые из нас не желают, чтобы последний читался в церкви.
Отрывок, начало которого утеряно (но в котором, судя из контекста, перечислялись первые два евангелия, от Матфея и Марка), был обнаружен в Амброзианской библиотеке историком Лудовико Антонио Муратори и впервые опубликован в 1740 году. Из Мураториева канона можно заключить, какие книги Нового Завета принимались за канонические христианами Италии во второй половине II века.